# ألبرت نيمان (مغني أوبرا)
ألبرت نيمان (و. 1831 – 1917 م) هو مغني أوبرا، ومغني ألماني، توفي في برلين، عن عمر يناهز 86 عاماً.

## روابط خارجية
- ألبرت نيمان على موقع ميوزك برينز (الإنجليزية)